# Heterophyllium micro-alare
Heterophyllium micro-alare är en bladmossart som beskrevs av Brotherus 1925. Heterophyllium micro-alare ingår i släktet Heterophyllium och familjen Sematophyllaceae. Inga underarter finns listade i Catalogue of Life.